# Hydralazin
Hydralazin ist ein gefäßerweiternder Arzneistoff (Vasodilatator), der (wie das in Europa eher genutzte Dihydralazin) bei Bluthochdruckerkrankungen in der Schwangerschaft oder bei der Herzinsuffizienz eingesetzt wird. Hydralazin ist in der WHO-Liste der unverzichtbaren Arzneimittel aufgeführt.

## Geschichte
B. H. Ringier und J. Druey entwickelten erstmals einige Phthalazinderivate. Diese untersuchte 1950 Franz Gross. Dabei stellte er eine starke blutdrucksenkende Wirkung fest. Deshalb führte man Hydralazin in die Therapie. Allerdings erwies sich dieses als ungeeignet, da es schwere Nebenwirkungen aufzeigte (bei alleiniger Gabe oder in Kombination mit einem Ganglienblocker). Aus diesem Grund wurde es kurze Zeit später durch Dihydralazin (Nepresol®) ersetzt.

## Pharmakodynamik
Wie auch Dihydralazin relaxiert Hydralazin die Zellen der glatten Muskulatur der Blutgefäße, wodurch Arterien und Arteriolen erweitert werden (Vasodilatation), was zu einer Senkung des peripheren Widerstandes führt. Dadurch werden Blutdruck und Nachlast gesenkt und das Herz entlastet.
Als Nebenwirkungen können eine Reflex-Tachykardie, Appetitverminderung, Übelkeit und Erbrechen, Durchfall, Verstopfung, Ödembildungen, Rhinitis und selten Lupus-erythematodes-artige Hautveränderungen auftreten. Letztere sind nach dem Absetzen reversibel.

## Pharmakokinetik
Nach oraler Gabe wird Hydralazin fast komplett resorbiert, durch einen First-Pass-Effekt in der Leber beträgt die Bioverfügbarkeit aber lediglich 25–30 %. Maximale Plasmaspiegel werden nach 0,5 bis 2 Stunden erreicht, die Wirkdauer beträgt zwei bis sechs Stunden. Der Abbau erfolgt zu 90 % in der Leber über eine Hydroxylierung und einer N-Acetylierung. Die Metaboliten werden zusammen mit unverändertem Hydralazin über die Niere ausgeschieden.

## Handelsnamen
Monopräparate
Apresoline (USA)
Kombinationspräparate
pertenso (Hydralazin, Propranolol, Bendroflumethiazid), TRI-Normin (Atenolol, Chlortalidon, Hydralazin) (D)